# ستيوارت ميكنالي
ستيوارت ميكنالي (بالإنجليزية: Stuart McInally)‏ هو لاعب اتحاد الرغبي بريطاني، ولد في 9 أغسطس 1990 في إدنبرة في المملكة المتحدة.

## وصلات خارجية
- ستيوارت ميكنالي عل موقع إسبنسكروم (الإنجليزية)
- ستيوارت ميكنالي على موقع ItsRugby.co.uk (الإنجليزية)
- ستيوارت ميكنالي على موقع اتحاد ألعاب الكومنولث (مؤرشف) (الإنجليزية)